# ジャダー
ジャダー（じゃだー,judder）（現象）とは激しい振動（震動）を意味する英単語で、日本では特に機械類、自動車などにおける異常震動を表す言葉として使われる。
自動車用語としては、ブレーキを踏んだ際に発生する震動やそれに伴う異音を表し、またクラッチ等も含めた “摩擦現象を利用する場合の異常振動” と解釈されることも多い（キー音、ギー音が出たり、ダダダダと振動したりする。また、耳に聞こえない超音波領域の振動となる事もある。摩擦は互いの速度差がゼロの時に最大、速度差が大きい時に小さくなる事から、共振周波数による振動と考えられる）。他には、道路上に設置されるスピードバンプ (speed bump) の事をjudder bar とも言う。